# George Peter Murdock
George Peter Murdock (ur. 11 maja 1897 w Meriden, zm. 29 marca 1985 w Devon) – amerykański antropolog. Rozwinął międzykulturowe studia porównawcze z wykorzystaniem badań statystycznych. 

## Życiorys
Studiował w historię na Uniwersytecie Yale, a następnie prawo na Uniwersytecie Harvarda (w Harvard Law School).
Po dwóch latach zrezygnował i wyruszył na długą podróż dookoła świata. Następnie uczestniczył w studiach antropologiczno-socjologicznych pod kierunkiem Alberta G. Kellera i w 1925 uzyskał tytuł doktora. Od 1928 pracował na Uniwersytecie Yale. W 1939 r. uzyskał stanowisko profesora. 
W czasie II wojny światowej, w 1943 r., rozpoczął badania dla amerykańskiej marynarki wojennej nad wyspami na Pacyfiku podległymi Japonii. 
W 1960 przeniósł się na Uniwersytet Pittsburski. W 1973 r. przeszedł na emeryturę.

## Działalność naukowa
W połowie lat 30. zapoczątkował pracę nad Cross-Cultural Survey - statystycznym badaniem porównawczym kultur na podstawie ustrukturyzowanych danych na temat cech kulturowych w reprezentatywnej próbie społeczeństw. Na podstawie uzyskanych wyników w 1942 r. opublikował pracę Social Structure. W 1962 r. założył czasopismo Ethnology, w którym publikował kolejne części opracowanych danych na temat kultur świata pod nazwą Ethnographic Atlas (wydanych w postaci książkowej w 1967 r.). Aby ominąć tzw. problem Galtona (tj. brak niezależności kultur wynikający z ich wspólnego rozwoju i dyfuzji, co utrudnia wnioskowanie statystyczne), wraz z Douglasem R. White’em opracował próbę 186 kultur specjalnie dostosowaną do wymagań ilościowych badań porównawczych - standardową próbę etnograficzną.
Intencją Murdocka było stworzenie z antropologii nauki porównawczej, posługującej się ścisłymi metodami. Jednocześnie był zwolennikiem oderwania takiego podejścia od ewolucjonizmu.

## Niektóre publikacje książkowe
- Our Primitive Contemporaries (1934)[7]
- Social Structure (1949)[3]
- Africa: Its Peoples and Their Culture History (1959)[8]
- Ethnographic Atlas (1967)[4]
- Theories of Illness: A World Survey (1980)[9]